# Pierre Soulé

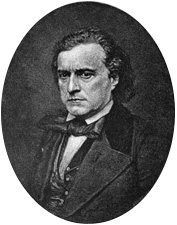
Pierre Soulé

Pierre Soulé (* 31. August 1801 in Castillon-en-Couserans, Ariège, Frankreich; † 26. März 1870 in New Orleans, Louisiana) war ein US-amerikanischer Politiker französischer Herkunft, der den Bundesstaat Louisiana im US-Senat vertrat.

## Leben
Soulé stammte ursprünglich aus einem Pyrenäen-Dorf. Bereits als junger Mann wurde er aus Frankreich verbannt, weil er sich an Aufständen gegen die Regierung beteiligt hatte. Zwar erhielt er die Erlaubnis zur Rückkehr, doch aufgrund fortgesetzter oppositioneller Handlungen wurde er schließlich inhaftiert. 1825 gelang es ihm, aus dem Gefängnis zu entkommen. Er floh zunächst nach England, dann nach Haiti und schließlich in die Vereinigten Staaten, wo er sich in New Orleans niederließ und als Anwalt tätig war. Dabei machte er Grundstücksgeschäfte mit Daniel Warburg, dem ersten Mitglied aus der jüdischen Hamburger Kaufmannsfamilie in den USA, dessen von einer Sklavin 1825 geborenen Sohn Eugène er mit aufzog, damit das begabte Kind zum Bildhauer werden konnte.
Vom 21. Januar bis zum 3. März 1847 absolvierte Soulé seine erste kurze Amtsperiode im US-Senat. Er war als Demokrat zum Nachfolger des Whig-Senators Alexander Barrow gewählt worden. Im folgenden Jahr trat er dann zur Wahl um den zweiten Senatssitz Louisianas an und war erneut siegreich. Er nahm sein Mandat ab dem 3. März 1849 wahr und war danach unter anderem Vorsitzender des Landwirtschaftsausschusses, ehe er am 11. April 1853 zurücktrat, um US-Botschafter in Spanien zu werden. Soulé blieb bis 1855 auf diesem Posten; während dieser Zeit war er Mitverfasser des Ostend-Manifests, das die geplante Annexion Kubas durch die Vereinigten Staaten zum Inhalt hatte.
Nach seiner Rückkehr aus Europa arbeitete Soulé wieder als Anwalt in New Orleans. Im Vorfeld des Bürgerkrieges sprach er sich gegen die Sezession Louisianas aus; als diese aber vollzogen war, stand er loyal zu seinem Staat. Bei der Eroberung von New Orleans durch die Unionstruppen wurde er gefangen genommen und für mehrere Monate im Fort Lafayette im Staat New York festgesetzt. Später gelang ihm die Flucht auf die Bahamas und von dort zurück auf das Gebiet der Konföderation; nach Kriegsende ging er ins Exil nach Havanna.
Die Bundesregierung erlaubte Soulé schließlich die Rückkehr in die Vereinigten Staaten, sodass er sein Lebensende in New Orleans verbringen konnte.